# Lari Ketner
Lari Arthur Ketner, né le 1er février 1977 à Philadelphie en Pennsylvanie et décédé le 10 octobre 2014 à Avon dans l'Indiana, est un joueur professionnel américain de basket-ball ayant évolué au poste d'ailier fort à la NBA.

## Biographie
Modèle:Jsp